# Piano Bakker-Schut

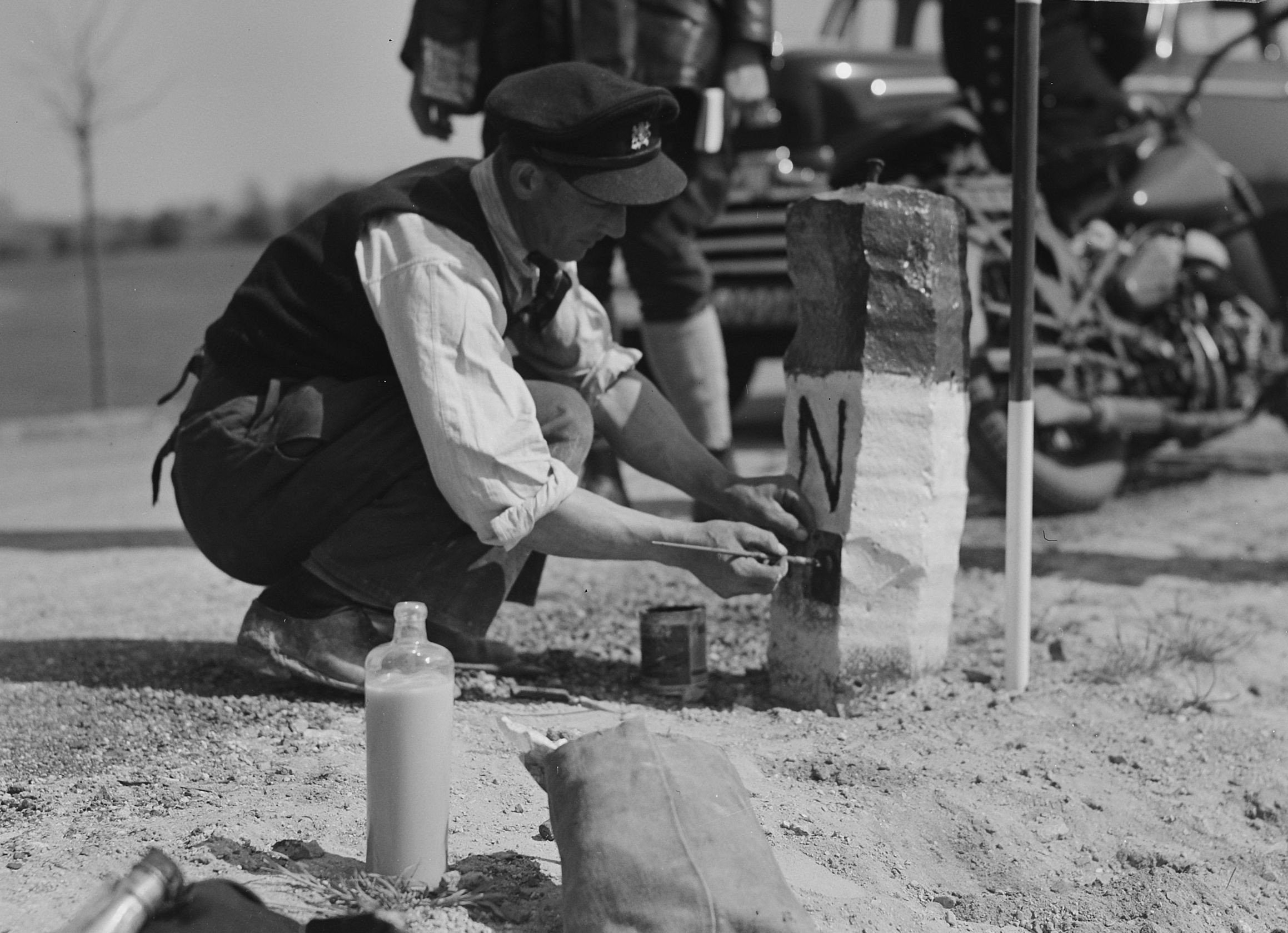
Una pietra di confine a Elten, 1949. Il villaggio tornò alla Germania nel 1963.

Il Piano Bakker-Schut era un piano di annessione di territori tedeschi da parte dei Paesi Bassi dopo la fine della Seconda guerra mondiale come riparazione dei danni della guerra. Sebbene nell'ottobre del 1945 i Paesi Bassi avessero richiesto delle riparazioni di guerra, nella Conferenza di Jalta venne stabilito che le eventuali riparazioni di guerra da parte dei tedeschi non dovevano avere natura monetaria. Il piano per annettere i territori della Germania nordoccidentale venne elaborato da Frits Bakker-Schut, da cui il piano prese il nome.
Nelle sue forme più ambiziose, il piano Bakker-Shut prevedeva l'annessione di città tedesche come Colonia, Aquisgrana, Münster e Osnabrück. I Paesi Bassi si sarebbero ingranditi fino al 50%. La popolazione locale avrebbe dovuto o essere deportata o assimilarsi agli olandesi. Il piano venne abbandonato poiché non c'era l'assenso degli Stati Uniti, all'epoca più interessati a favorire la neonata Repubblica Federale. Tuttavia una porzione di territorio, 69 km², venne ceduto ai Paesi Bassi, per poi tornare alla Germania dietro pagamento di 280 milioni di marchi.
Al termine della guerra i tedeschi che vivevano nei Paesi Bassi vennero internati in campi di concentramento. Oltre tremila tedeschi vennero deportati. D'altro canto gli angloamericani deportarono circa centomila olandesi dalla Germania.

## Storia

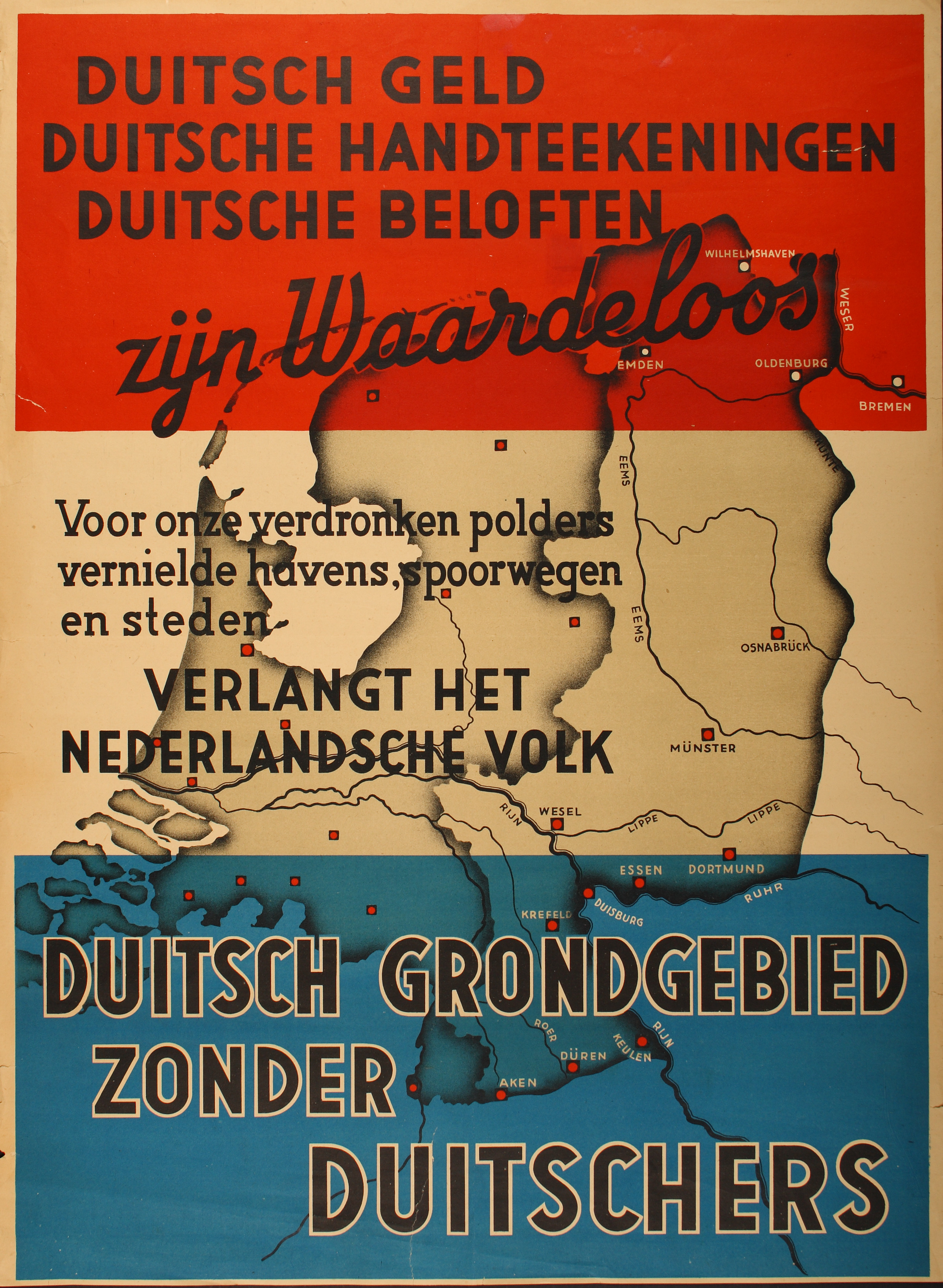
Manifesto di propaganda olandese del 1945, raffigurante le richieste olandesi per "suolo tedesco senza tedeschi" (entro confini simili a quelli del Piano A Bakker-Schut); Le città tedesche sono contrassegnate con nomi olandesi.

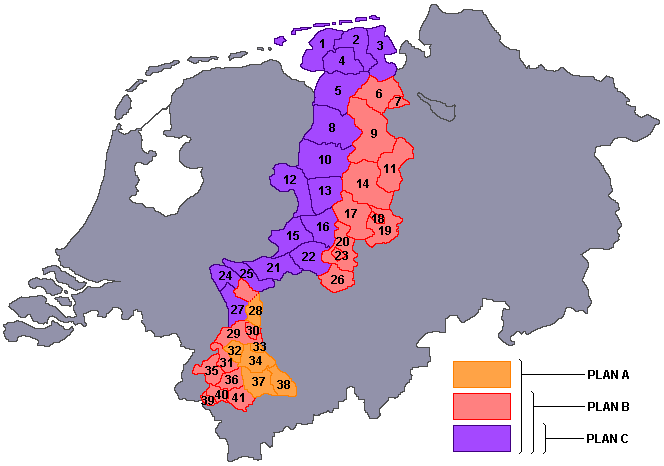
Il Piano Bakker-Schut. Ad ovest i Paesi Bassi, ad est parte della Germania. Le zone colorate corrispondono alle tre varianti del piano.

Al termine del secondo conflitto mondiale, nei Paesi Bassi iniziarono a circolare alcune pubblicazioni che propagavano l'annessione di territori dell'ex Terzo Reich, preferibilmente senza la popolazione tedesca che abitava queste aree. Diversi personaggi di primo piano, tra cui anche il ministro degli esteri Eelco Nicolaas van Kleffens, portavano avanti questa idea. Le opinioni variavano: chi parlava di annettersi solo qualche zona di confine, chi invece propugnava di acquisire anche Amburgo. I sostenitori dell'annessione si unirono in diversi comitati locali. Il 19 giugno 1945 fu fondato il comitato dell'Aja per esaminare la questione dell'espansione territoriale olandese.
Durante una riunione di questo comitato il 12 luglio 1945, fu deciso di dividere il comitato nel Gruppo di studio sull'espansione territoriale (Studiegroep Gebiedsuitbreiding), presieduto da Ph.J. Idenburg, e nel Comitato d'azione (Comité van Actie), che aveva come funzione primaria la diffusione presso l'opinione pubblica olandese dei piani di espansione.
Il 25 agosto 1945 il ministro van Kleffens creò una commissione di Stato che aveva il compito di redigere un rapporto sull'annessione dei territori tedeschi. Il giudizio finale di tale Commissione si sarebbe basato in gran parte sui risultati dei gruppo di studio informali, che pubblicavano i progressi delle loro discussioni distribuendo opuscoli e tenendo conferenze. La questione dell'annessione portò tuttavia a intense discussioni, che portarono alcuni gruppi ad andare per la loro strada.

### Formulazione del piano Bakker-Schut
Frits Bakker-Schut fu segretario del Comitato per l'Espansione Territoriale e membro della Commissione voluta da van Kleffens. Nel suo piano, Bakker-Schut proponeva di annettersi una porzione dell'attuale Germania nordoccidentale. Il piano si articolò in tre varianti (A, B e C). La variante A (più estrema) prevedeva che i Paesi Bassi potessero procedere all'annessione di città come Colonia, Aquisgrana, Osnabrück e Münster, ingrandendo così il territorio olandese del 50%. Secondo questa proposta la popolazione locale sarebbe stata deportata in Germania o si sarebbe potuta neerlandesizzare, dato che gli autoctoni delle aree rivendicate parlano un dialetto simile al neerlandese. Bakker-Schut terminò il suo scritto con lo slogan "Nederland's grens kome aan de Wezer" ("Il confine dei Paesi Bassi deve essere al Weser").
I risarcimenti di tipo territoriale preoccuparono seriamente gli Alleati poiché non si trattava di qualche piccola correzione del confine tedesco-olandese, ma di una vera e propria annessione di una grande porzione di territorio della nascitura Repubblica Federale di Germania.
Nonostante l'inattuabilità delle versioni estreme del piano, nei Paesi Bassi i tedeschi vennero schedati e internati in campi di concentramento e circa 3.500 di loro vennero deportati; in risposta gli Stati Uniti fecero trasferire nella loro patria migliaia di profughi olandesi dai territori della Germania occupati dagli Alleati.

### Rifiuto del piano e sua attuazione in forma ridotta
Nel 1947, la prevista annessione su larga scala fu respinta dall'Alto Commissariato alleato, sulla base del fatto che la Germania conteneva già 14 milioni di profughi provenienti dai territori ceduti ad est alla Polonia e che il resto del paese non era più in grado di accogliere eventuali profughi delle regioni ad ovest. Inoltre gli alleati (in particolare gli americani) ritenevano vitale avere una Germania occidentale stabile in vista dell’imminente Guerra Fredda, motivo per cui allo stesso tempo avevano deciso di rinunciare ad attuare il piano Morgenthau.
In una conferenza dei ministri degli esteri delle forze di occupazione alleate occidentali a Londra (dal 14 gennaio al 25 febbraio 1947), il governo olandese (Beel I) rivendicò un'area di 1.840 km² (710 miglia quadrate). Questa rivendicazione includeva, oltre all'isola di Borkum, gran parte dell'Emsland, Bentheim, le città di Ahaus, Rees, Kleve, Erkelenz, Geilenkirchen e Heinsberg; e le aree intorno a queste città. Nel 1946, in questa zona vivevano circa 160.000 persone, di cui oltre il 90% parlava tedesco (Dialetti della Bassa Franconia). Questo piano era una versione molto semplificata della variante C del piano Bakker-Schut.
Alla fine, la conferenza di Londra permise solo alcune modifiche di confine di minore portata. A mezzogiorno del 23 aprile 1949, le truppe olandesi si mossero per occupare un'area di 69 km² (coincidenti sostanzialmente alla versione C del piano), le parti più grandi di questa area erano Elten (vicino a Emmerich am Rhein) e Selfkant. Sono state eseguite molte altre piccole correzioni ai confini, soprattutto nelle vicinanze di Arnhem e Dinxperlo. A quel tempo queste zone erano abitate complessivamente da quasi 10.000 persone. I territori annessi furono restituiti il 1º agosto 1963, fatta eccezione per la collina del Duivelsberg.
Il Comitato dei confini di Bentheim concentrò sempre più le sue attività sul problema dei terreni, cioè le proprietà in gran parte ereditate dai contadini tedeschi sul lato olandese, che erano state espropriate in modo totale e senza indennizzo dopo la guerra. Si sciolse il 12 febbraio 1964, essendo stata compiuta la sua missione tranne questo punto.

### Restituzioni del 1963
Le aree annesse furono restituite alla Repubblica Federale Tedesca il 1° agosto 1963 dopo il pagamento di 280 milioni di DM sulla base del trattato che regolava le questioni relative al confine tedesco-olandese e altri problemi esistenti tra i due stati (accordo di compensazione). Solo i Wylerberg rimasero permanentemente nei Paesi Bassi. Fu anche deciso che la strada nazionale olandese N 274, che attraversava il Selfkant senza collegarsi alla rete stradale tedesca e collegava le comunità olandesi di Echt e Brunssum potesse essere percorsa senza controlli di frontiera sotto amministrazione olandese. Il tratto di questa strada in Germania è stato posto sotto amministrazione tedesca solo dal 1° gennaio 2002 (venendo designata nella rete stradale tedesca come strada statale L 410), a seguito del trattato di Schengen, dal momento che le norme sul transito erano diventate irrilevanti, consentendo la creazione di rotatorie che consentissero di collegare i paesi tedeschi circostanti (Gangelt, Süsterseel, Heilder, Höngen e Saeffelen).

## Le zone richieste
Queste erano le zone pretese dagli olandesi:
| Nr | Name                    | A | B | C |
| -- | ----------------------- | - | - | - |
| 01 | Norden-Emden            | X | X | X |
| 02 | Wittmund                | X | X | X |
| 03 | Jever-Varel             | X | X | X |
| 04 | Aurich                  | X | X | X |
| 05 | Weener-Leer             | X | X | X |
| 06 | Ammerland               | X | X |   |
| 07 | Oldenburg-Stadt         | X | X |   |
| 08 | Aschendorf-Hümmling     | X | X | X |
| 09 | Cloppenburg-Friesoythe  | X | X |   |
| 10 | Meppen                  | X | X | X |
| 11 | Vechta                  | X | X |   |
| 12 | Grafschaft Bentheim     | X | X | X |
| 13 | Lingen                  | X | X | X |
| 14 | Bersenbrück             | X | X |   |
| 15 | Ahaus                   | X | X | X |
| 16 | Steinfurt               | X | X | X |
| 17 | Tecklenburg             | X | X |   |
| 18 | Osnabrück Stadt         | X | X |   |
| 19 | Osnabrück Land          | X | X |   |
| 20 | Münsterland             | X | X |   |
| 21 | Borken                  | X | X | X |
| 22 | Coesfeld                | X | X | X |
| 23 | Münster Stadt           | X | X |   |
| 24 | Kleef                   | X | X | X |
| 25 | Emmerich                | X | X | X |
| 26 | Lüdinghausen            | X | X |   |
| 27 | Geldern                 | X | X | X |
| 28 | Moers                   | X | X |   |
| 29 | Kempen-Krefeld          | X | X |   |
| 30 | Krefeld-Uerdingen       | X | X |   |
| 31 | Erkelenz                | X | X |   |
| 32 | Mönchengladbach         | X |   |   |
| 33 | Neuss                   | X |   |   |
| 34 | Grevenbroich            | X |   |   |
| 35 | Heinsberg-Geilenkirchen | X | X |   |
| 36 | Julich                  | X | X |   |
| 37 | Bergheim                | X |   |   |
| 38 | Colonia                 | X |   |   |
| 39 | Aquisgrana Città        | X | X |   |
| 40 | Aquisgrana Land         | X | X |   |
| 41 | Düren                   | X | X |   |

## Nomi nederlandizzati delle città
Si determinò anche di nederlandizzare i nomi delle città delle zone richieste:
| Nome suggerito in olandese | Nome in tedesco |
| -------------------------- | --------------- |
| Aken                       | Aachen          |
| Emmelkamp                  | Emlichheim      |
| Emmerik                    | Emmerich        |
| Geelkerken                 | Geilenkirchen   |
| Gelderen                   | Geldern         |
| Gogh                       | Goch            |
| Gulik                      | Jülich          |
| Hoog Elten                 | Hoch-Elten      |
| Jemmingen                  | Jemgum          |
| Kleef                      | Kleve           |
| Keulen                     | Köln            |
| Meurs                      | Moers           |
| Monniken-Glaabbeek         | Mönchengladbach |
| Munster                    | Münster         |
| Neder-Benthem              | Bad Bentheim    |
| Nieuwenhuis                | Neuenhaus       |
| Noordhoorn                 | Nordhorn        |
| Osnabrugge                 | Osnabrück       |
| Veldhuizen                 | Veldhausen      |
| Wezel                      | Wesel           |
| Zelfkant                   | Selfkant        |
| Zwilbroek                  | Zwillbrock      |

## La discussione
Iniziò una forte discussione all'interno del governo olandese. Van Kleffens era fortemente favorevole al piano di annessione, però Wilem Drees, ministro per gli affari sociali, era fortemente contrario. I socialisti erano contrari all'incorporamento di territori tedeschi, e anche i protestanti e i liberali erano riluttanti all'idea. Gli unici a favore erano i cattolici. Inoltre la maggior parte delle chiese olandesi era contraria alla deportazione di massa di tedeschi. A livelli più alti il capo del governo Wim Schermerhorn era contrario, mentre la regina Guglielmina era a favore. Nel 1946 il governo olandese chiese ufficialmente agli alleati 4.980 km² di territorio tedesco.